# Opel Olympia Rekord
Der Opel Olympia Rekord ist ein Pkw aus der Rekord-Modellreihe des damals zum US-amerikanischen GM-Konzern gehörenden deutschen Automobilherstellers Opel, der zwischen März 1953 und Juli 1957 hergestellt wurde. Er löste den Opel Olympia ab und wird je nach Literaturquelle der oberen Mittelklasse oder der Mittelklasse zugeordnet. Insgesamt wurden etwa 582.924 Einheiten produziert, womit er in Deutschland den zweiten Platz in den Verkaufszahlen hinter dem VW Käfer belegte.

## Modellgeschichte

### Allgemeines

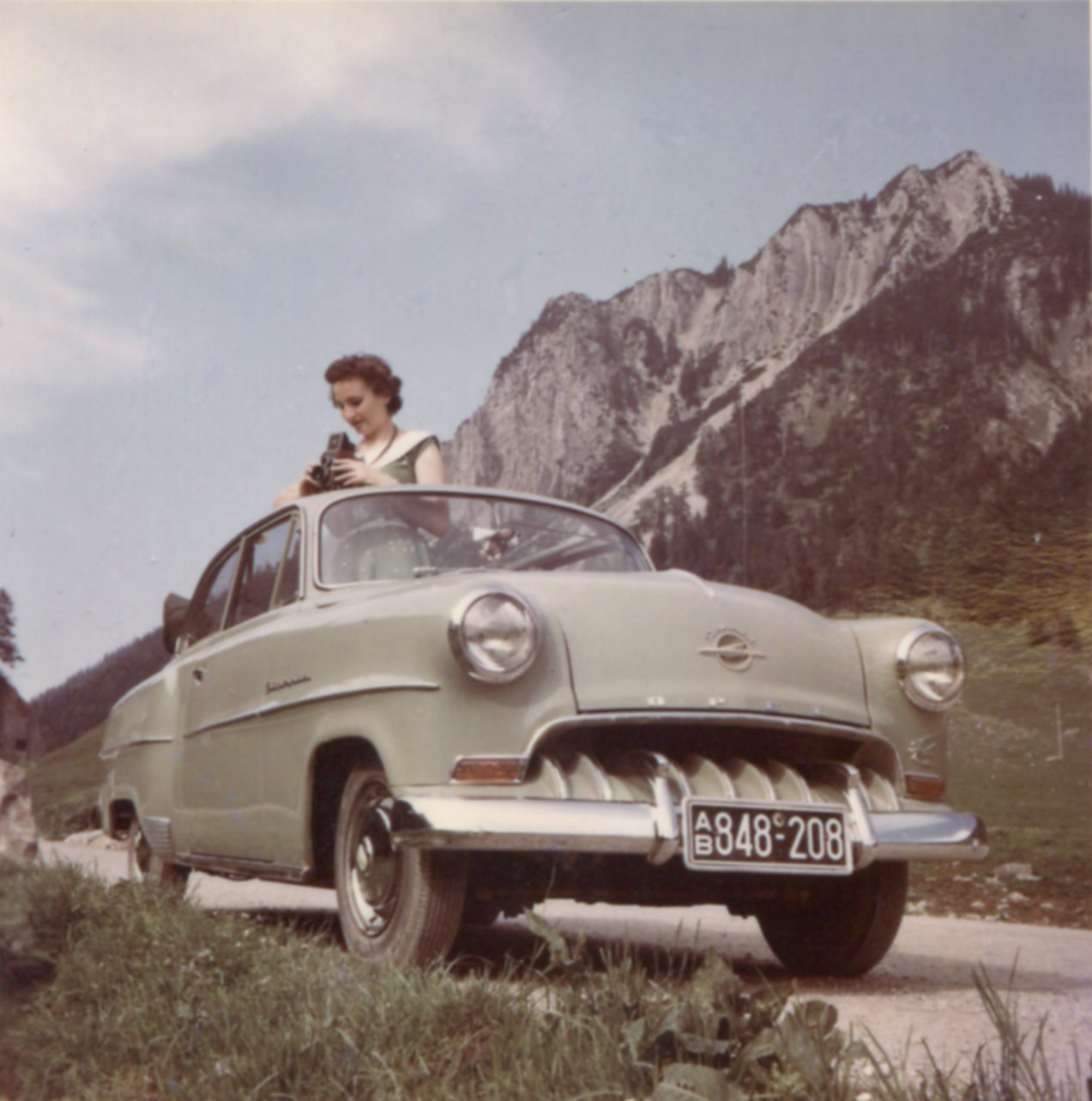
54er Opel Rekord in den Alpen, um 1955/56

Der Olympia Rekord führte eine Pontonkarosserie mit Stilelementen aus den USA ein, kombiniert mit einem teilsynchronisierten Getriebe und einem verbesserten Fahrwerk. Viele Teile waren innen und außen verchromt, was das Fahrzeug luxuriös erscheinen ließ. Im Stil des Mutterkonzerns General Motors gab es jährliche Facelifts, die jedoch den Wiederverkaufswert der älteren Modelle reduzierten. Später kehrte Opel zu längeren Produktionszyklen zurück, wie es bei europäischen Herstellern üblich war.

### Hintergrund
Die jährlichen Facelifts orientierten sich an den Design-Trends von General Motors und brachten neue Frontgrill-Gestaltungen sowie Änderungen von Verzierungen. Diese Strategie sicherte dem Olympia Rekord Publicity und machte ihn zum kommerziellen Erfolg. Opel-Manager Edward Zdunek begründete die Änderungen mit der Möglichkeit der „sozialen Differenzierung“ für Kunden. Kritiker bemerkten jedoch, dass dies die Zweithandwerte drückte. Der Olympia Rekord war richtungsweisend für Opels zukünftige Modelle, indem er mehr Wert fürs Geld bot als die Konkurrenz. Im Vergleich zu Modellen wie dem Ford Taunus 12M und 15M (ca. 564.863 Einheiten, 1952–1958) übertraf er diese in Deutschland und auf europäischen Märkten an Verkäufen, trotz höherer Preise und moderaterer Motorleistung. 
Die Produktion begann im April 1953 mit einer zweitürigen Limousine, die durch ihren wettbewerbsfähigen Preis sofort 1500 Bestellungen erhielt. Im Juli 1953 folgte der „Caravan“-Kombi, eine Bezeichnung, die Opel lange nutzte, sowie der „Schnelllieferwagen“ mit verstärkter Hinterachse (fünf statt drei Federblätter) und einer Traglast von bis zu 550 kg. Im Februar 1954 kam eine Cabriolimousine mit faltbarem Stoffverdeck hinzu, die jedoch nur bis Juli 1954 produziert wurde. Bis September 1954 wurden insgesamt 144.485 Fahrzeuge produziert, darunter 113.966 Limousinen/Cabriolimousinen, 15.804 Caravan und 6.258 Lieferwagen.

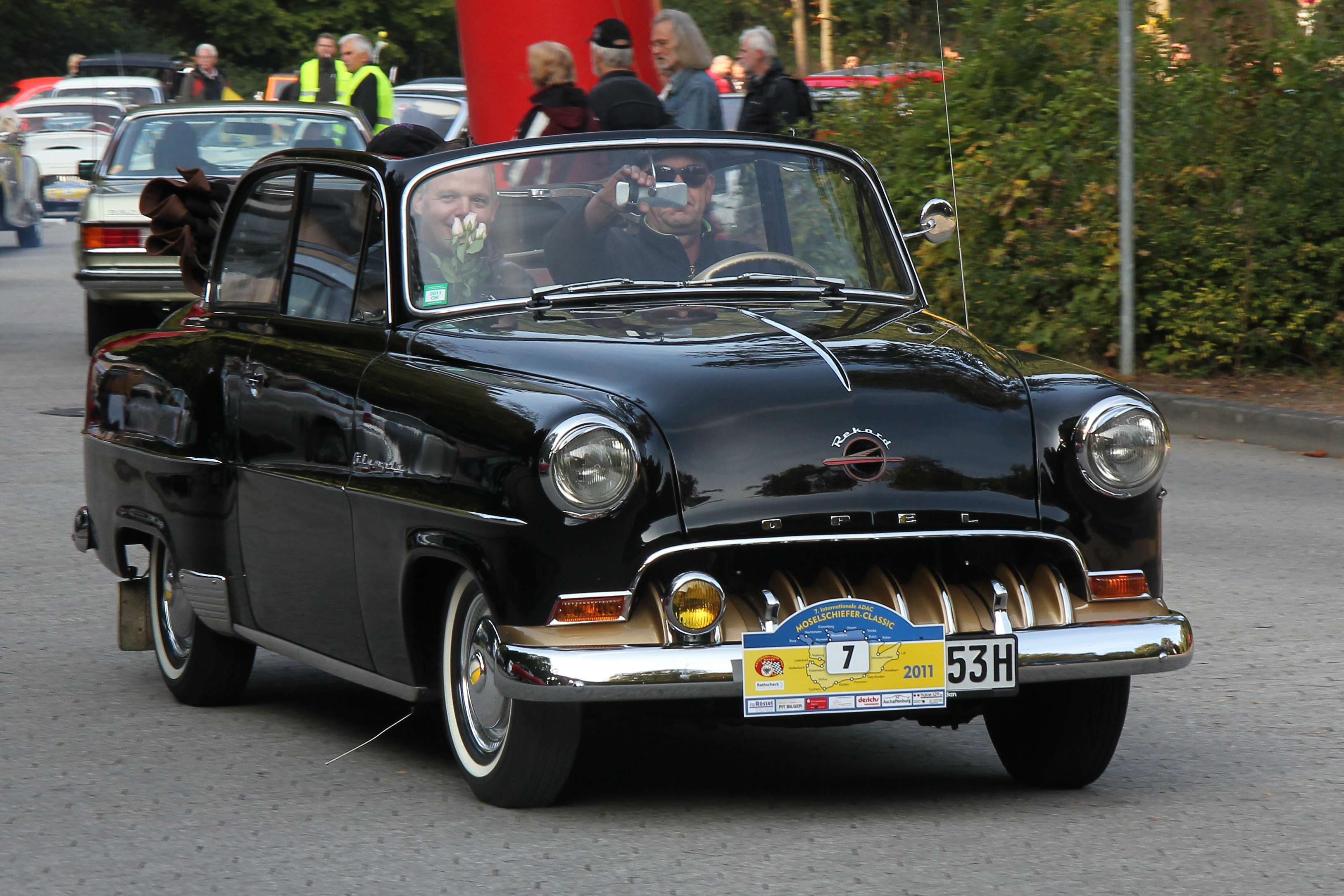
Opel Olympia Rekord (1953–1954)
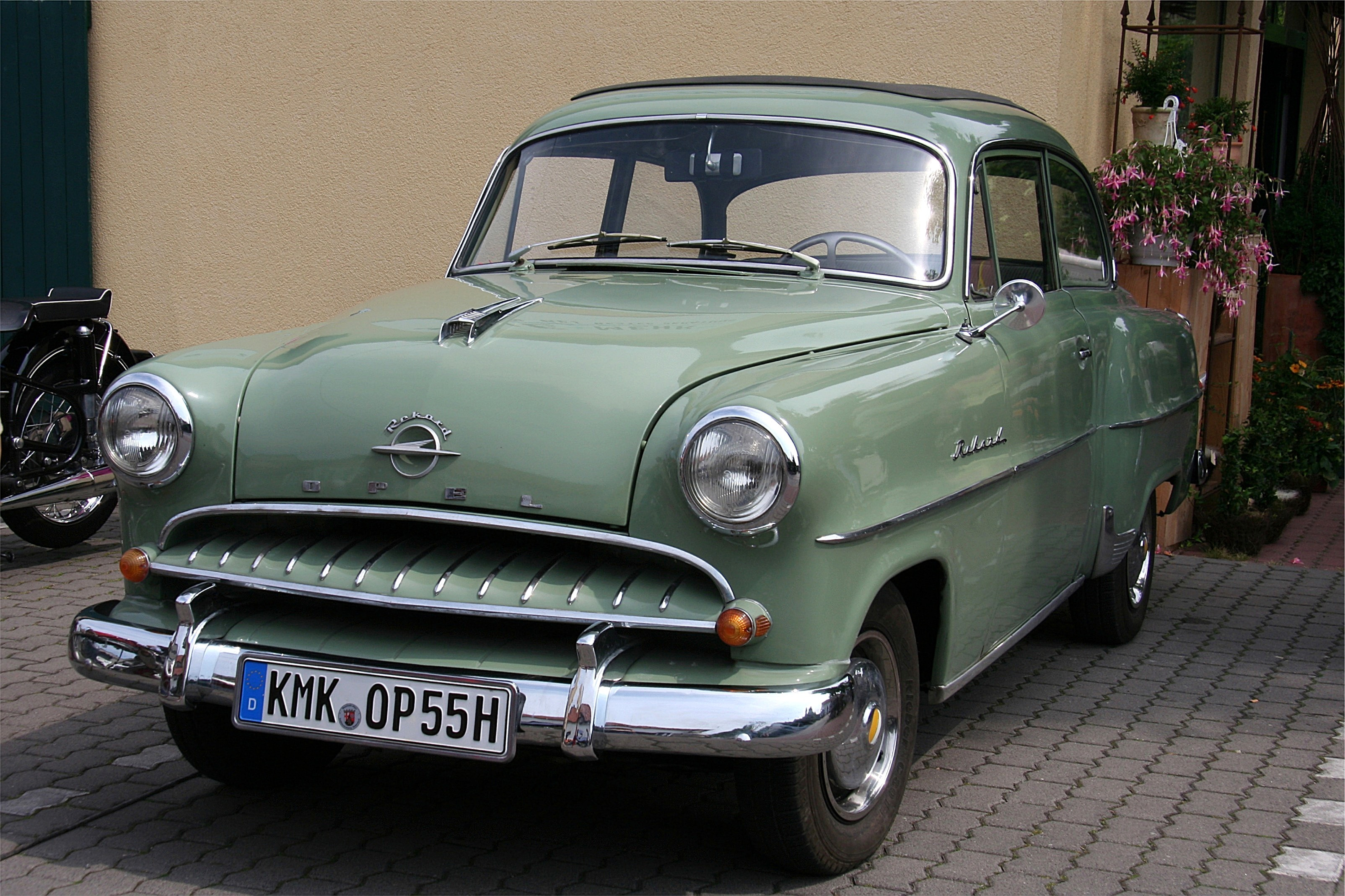
Opel Olympia Rekord (1954–1955)
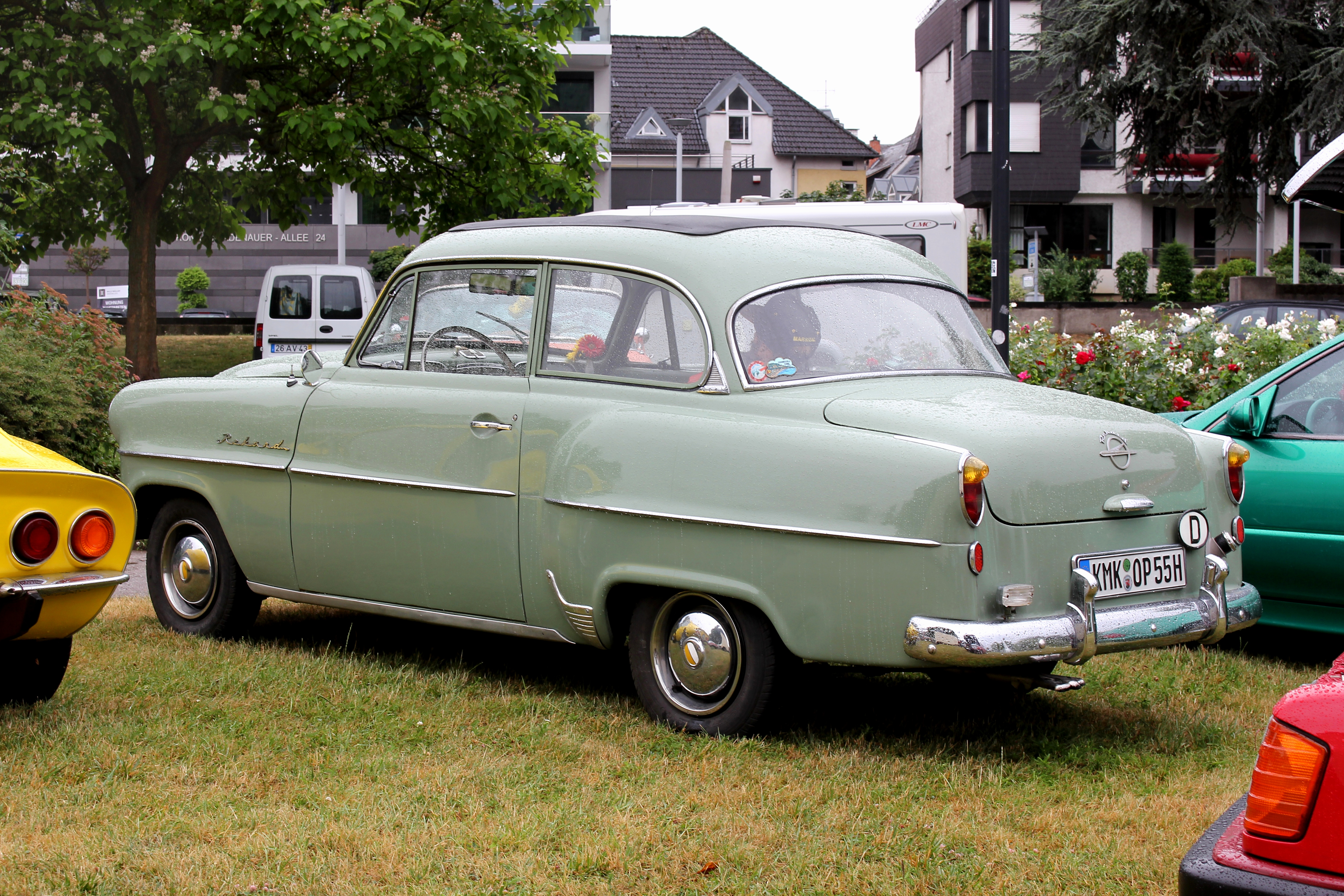
Heckansicht
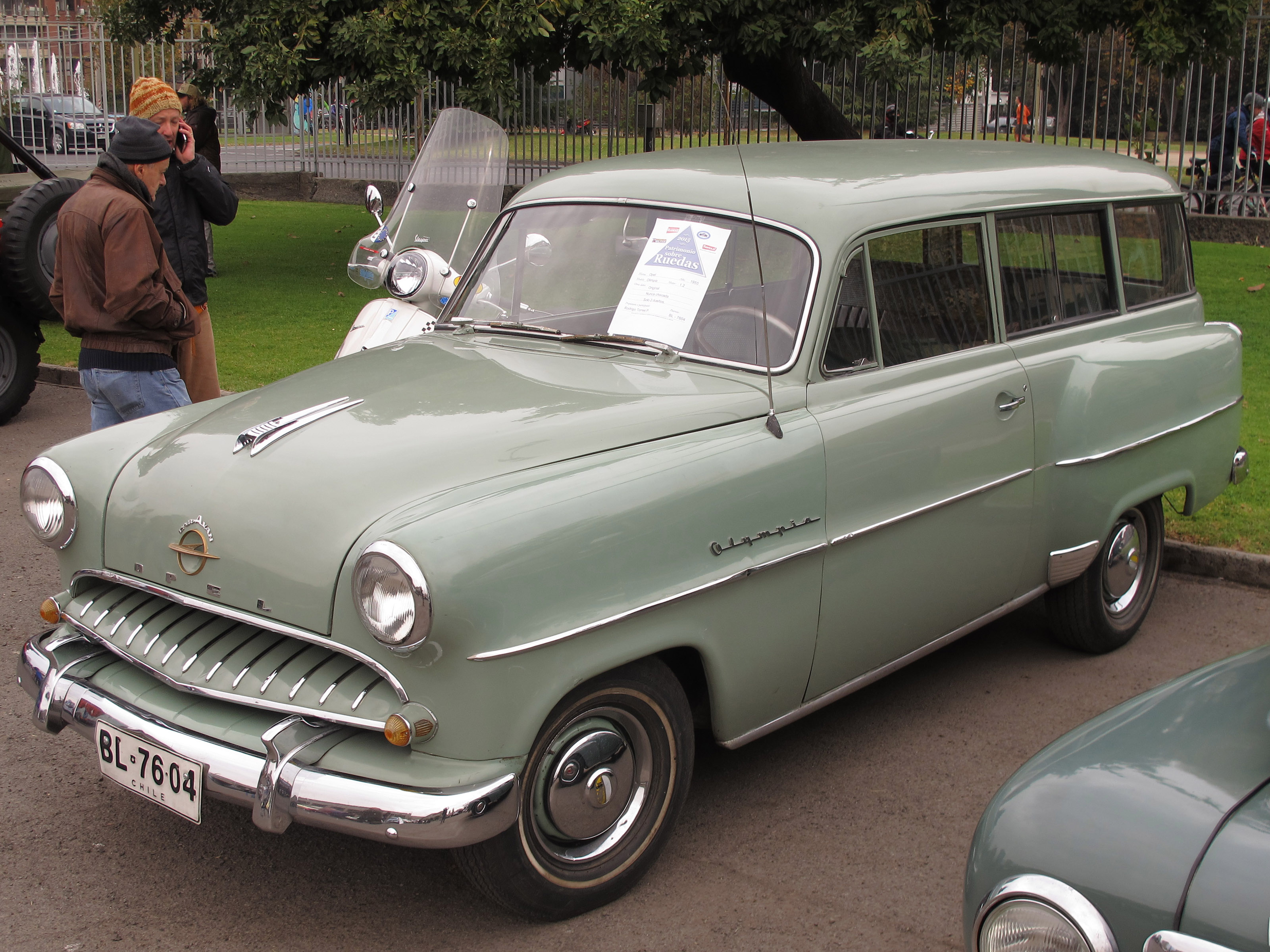
Opel Olympia 1200 Caravan 1955
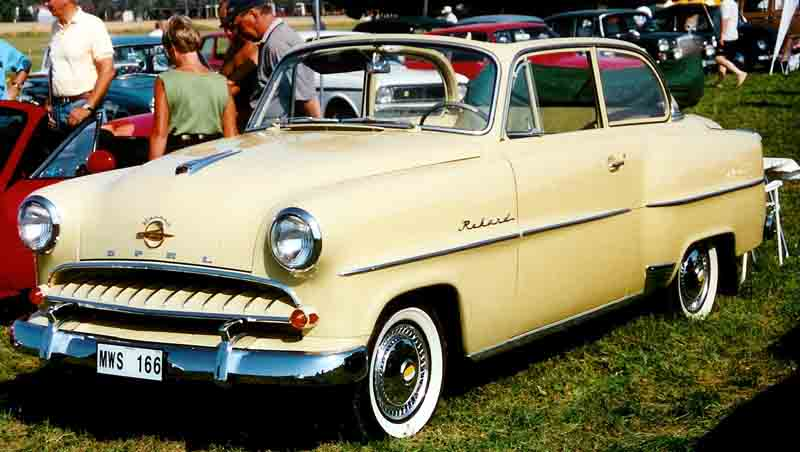
Opel Olympia Rekord Cabriolimousine (1954–1955)

### Weiterentwicklung
Für das Modelljahr 1955 (Beginn: 14. Oktober 1954) wurde die Frontpartie vereinfacht (ohne „Zähne“ im Grill für bessere Kühlung), die Heckscheibe vergrößert und der Motor mit einem neuen Zylinderkopf und höherem Verdichtungsverhältnis (6,5 : 1) optimiert, wobei die Leistung bei 40 PS blieb. Eine günstigere „Olympia“-Variante wurde eingeführt, blieb jedoch weniger erfolgreich und wurde bis 1959 weiterentwickelt. Im Februar 1955 folgte eine neue Cabrio-Version. Bis Juli 1955 wurden 113.416 Einheiten produziert.
Die dritte Serie mit einem horizontalen, ovalen Kühlergrill und neuen Stoßstangen ohne Stoßstangenhörner lief am 17. August 1955 an. Der Motor leistete nun 45 PS bei reduziertem Verbrauch, und schlauchlose Reifen wurden eingeführt. Die Produktion einer weiteren Cabriolimousine (Februar 1956) endete im Juni 1956. 
Die vierte Serie begann am 13. August 1956 mit einer deutlich überarbeiteten Front (niedrigere Motorhaube, größerer Grill, lidartige Scheinwerfer), flacherem Dach und spitzeren Heckflossen, inspiriert vom Opel Kapitän. Das neue Getriebe war nun vollsynchronisiert. Der Motor mit nominal immer noch 45 PS wurde wieder im Detail, z. B. mit neuen, größeren Ventilen, verbessert und war somit der gleiche wie später im P1-Nachfolger. Die Cabriolimousine wurde eingestellt, stattdessen gab es wahlweise ein großes Faltschiebedach. Im Juli 1957 endete die Produktion mit 169.721 Einheiten, die erfolgreichste Generation. Bis dahin waren insgesamt 582.924 Fahrzeuge hergestellt worden.
Der Nachfolger „Olympia Rekord P“ (später „Rekord P1“) wurde im Sommer 1957 eingeführt.

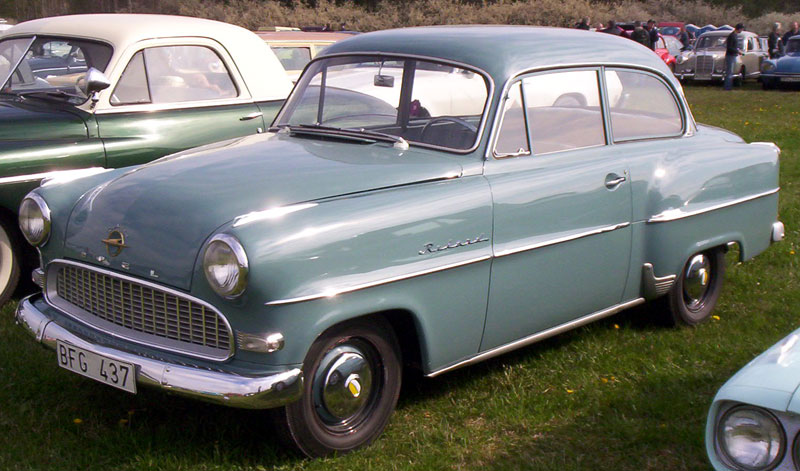
Opel Olympia Rekord L (1955–1956)
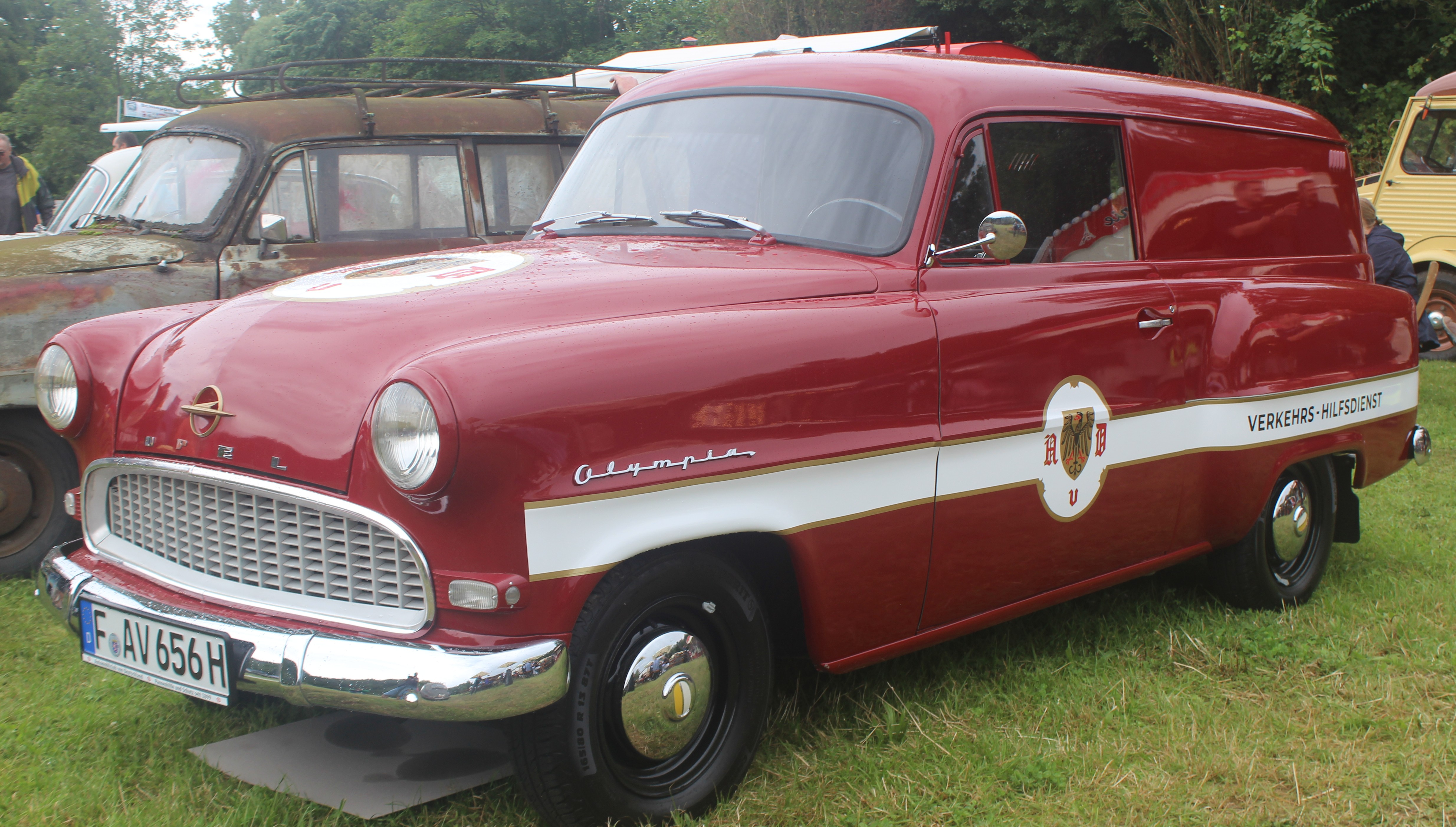
Opel Olympia Rekord Lieferwagen (Baujahr 1956)
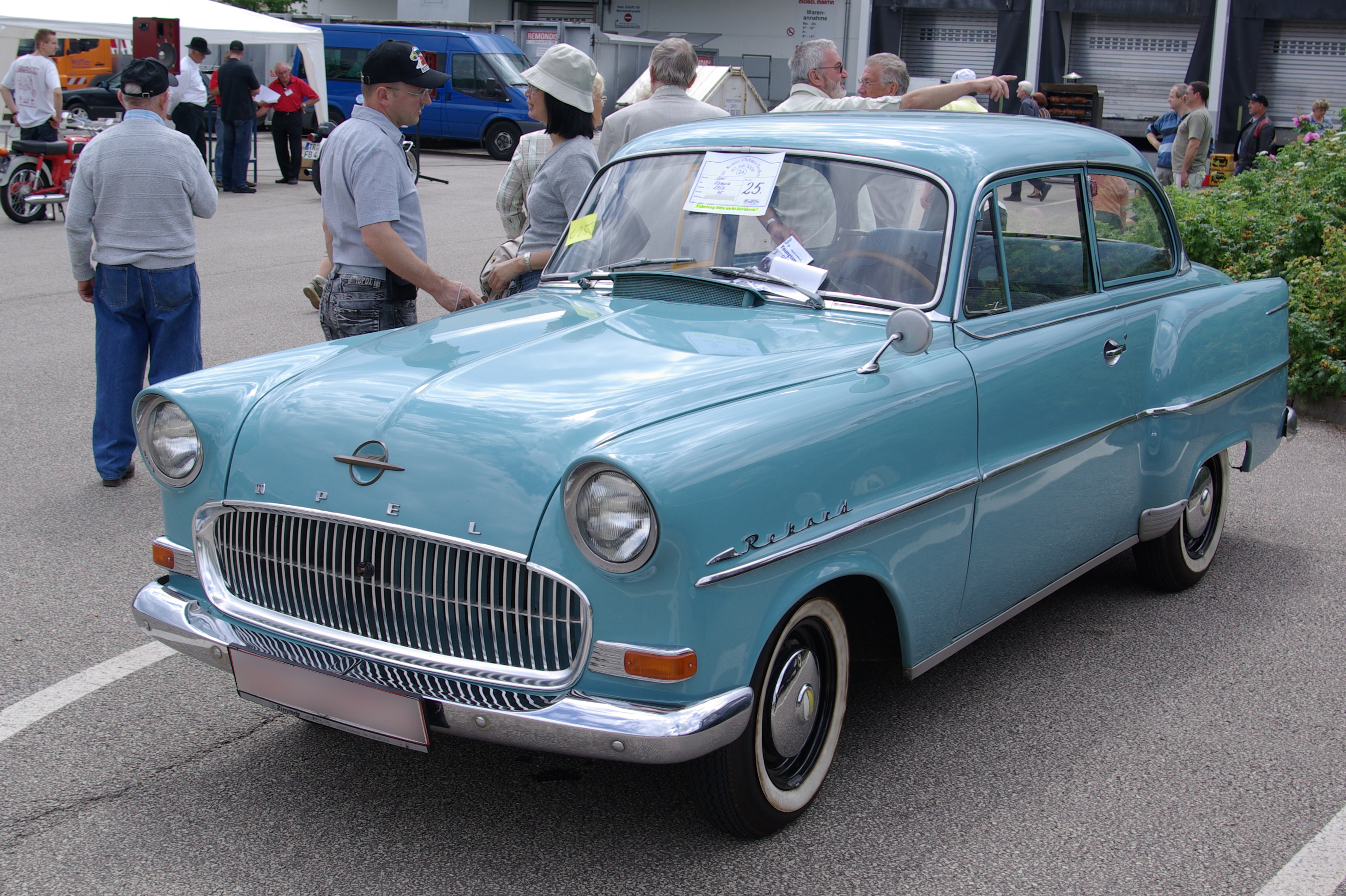
Opel Olympia Rekord (1956–1957)
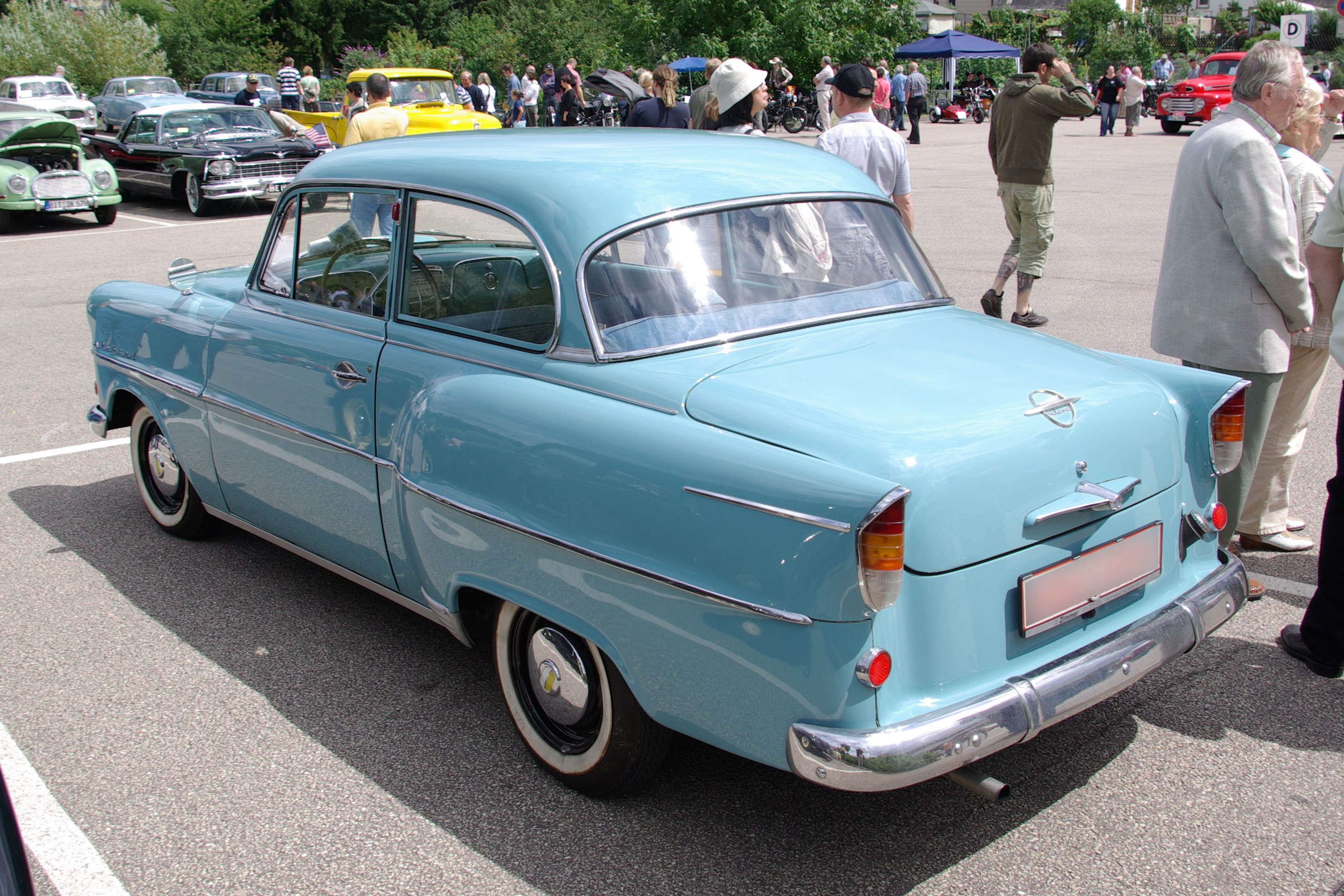
Heckansicht
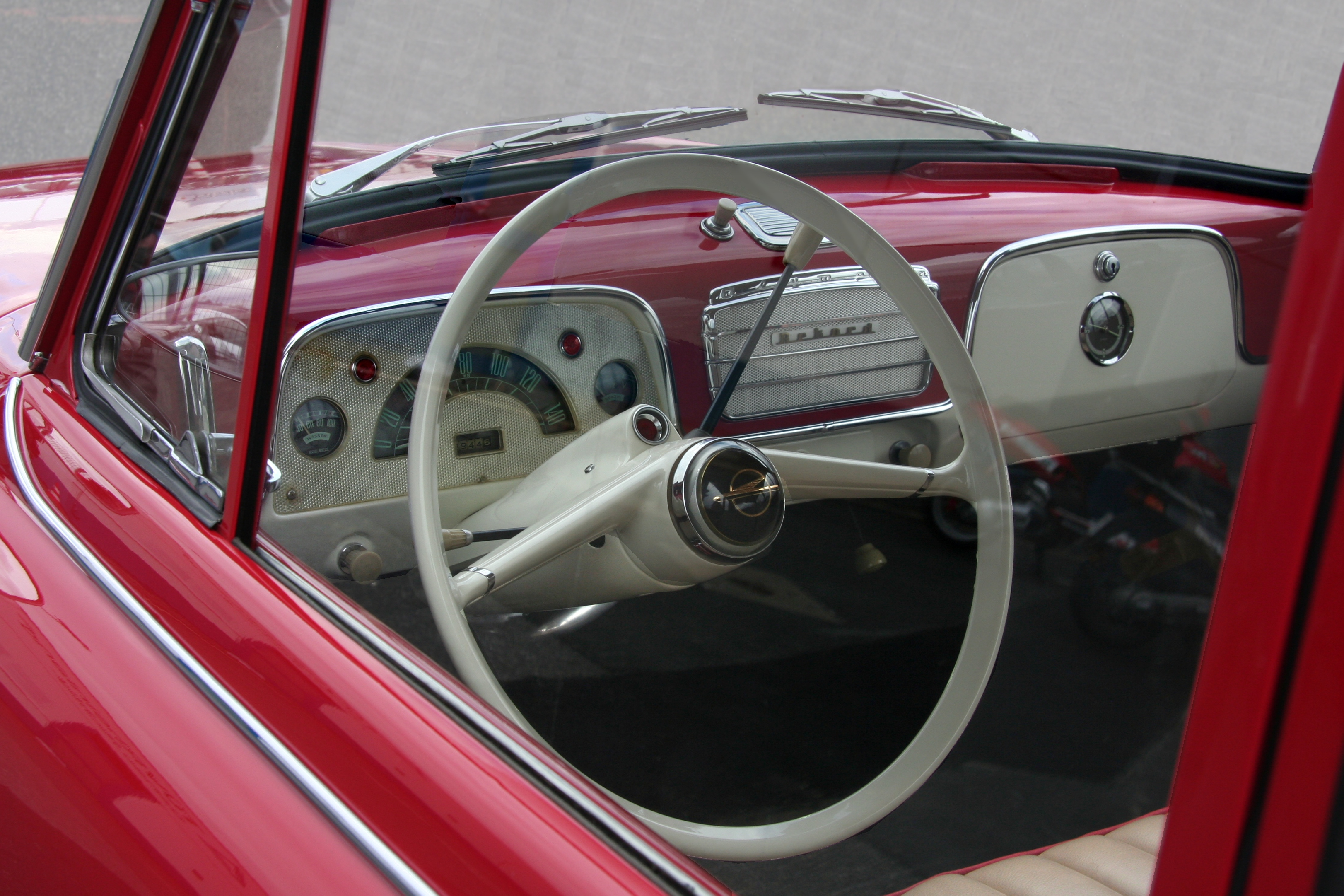
Opel Olympia Rekord 1957 (Interieur)

## Technische Daten
| Technische Daten Opel Olympia Rekord 1953–1957 | Technische Daten Opel Olympia Rekord 1953–1957                                                                                 | Technische Daten Opel Olympia Rekord 1953–1957                                                                                 | Technische Daten Opel Olympia Rekord 1953–1957                                                                                 | Technische Daten Opel Olympia Rekord 1953–1957                                                                                 |
| Opel Olympia Rekord (Modell)                   | 1953/54 | 1955 | 1956 | 1957 |
| ---------------------------------------------- | --- | --- | --- | --- |
| Motor                                          | Vierzylinder-Reihenmotor (Viertakt-Ottomotor)                                                                                  | Vierzylinder-Reihenmotor (Viertakt-Ottomotor)                                                                                  | Vierzylinder-Reihenmotor (Viertakt-Ottomotor)                                                                                  | Vierzylinder-Reihenmotor (Viertakt-Ottomotor)                                                                                  |
| Hubraum                                        | 1488 cm³ | 1488 cm³ | 1488 cm³ | 1488 cm³ |
| Bohrung × Hub                                  | 80 × 74 mm | 80 × 74 mm | 80 × 74 mm | 80 × 74 mm |
| Leistung bei 1/min                             | 40 PS (29 kW) bei 3600–3800 | 40 PS (29 kW) bei 3600 | 45 PS (33 kW) bei 3900 | 45 PS (33 kW) bei 4200 |
| Max. Drehmoment bei 1/min                      | 94 Nm bei 1900 | 98 Nm bei 2300 | 98 Nm bei 2300 | 98 Nm bei 2000 |
| Verdichtung                                    | 6,3 : 1 | 6,5 : 1 | 6,9 : 1 | 6,9 : 1 |
| Gemischaufbereitung                            | Ein Opel-Fallstromvergaser (in Lizenz der Carter Carburetor Co.) Lufttrichter 30 mm Ø                                          | Ein Opel-Fallstromvergaser (in Lizenz der Carter Carburetor Co.) Lufttrichter 30 mm Ø                                          | Ein Opel-Fallstromvergaser (in Lizenz der Carter Carburetor Co.) Lufttrichter 30 mm Ø                                          | Ein Opel-Fallstromvergaser (in Lizenz der Carter Carburetor Co.) Lufttrichter 30 mm Ø                                          |
| Ventilsteuerung                                | Hängende Ventile, Stoßstangen und Kipphebel seitliche Nockenwelle, Antrieb durch Stirnräder, an der Nockenwelle aus Kunststoff | Hängende Ventile, Stoßstangen und Kipphebel seitliche Nockenwelle, Antrieb durch Stirnräder, an der Nockenwelle aus Kunststoff | Hängende Ventile, Stoßstangen und Kipphebel seitliche Nockenwelle, Antrieb durch Stirnräder, an der Nockenwelle aus Kunststoff | Hängende Ventile, Stoßstangen und Kipphebel seitliche Nockenwelle, Antrieb durch Stirnräder, an der Nockenwelle aus Kunststoff |
| Kühlung                                        | Wasserkühlung, 7,5 Liter | Wasserkühlung, 7,5 Liter | Wasserkühlung, 7,5 Liter | Wasserkühlung, 7,5 Liter |
| Getriebe                                       | 3-Gang-Getriebe, Lenkradschaltung (ab 1957 vollsynchronisiert)                                                                 | 3-Gang-Getriebe, Lenkradschaltung (ab 1957 vollsynchronisiert)                                                                 | 3-Gang-Getriebe, Lenkradschaltung (ab 1957 vollsynchronisiert)                                                                 | 3-Gang-Getriebe, Lenkradschaltung (ab 1957 vollsynchronisiert)                                                                 |
| Radaufhängung vorn                             | Einzelradaufhängung an Doppelquerlenkern, Schraubenfedern                                                                      | Einzelradaufhängung an Doppelquerlenkern, Schraubenfedern                                                                      | Einzelradaufhängung an Doppelquerlenkern, Schraubenfedern                                                                      | Einzelradaufhängung an Doppelquerlenkern, Schraubenfedern                                                                      |
| Radaufhängung hinten                           | Starrachse an 2 dreilagigen (Caravan: 5) halbelliptischen Blattfedern                                                          | Starrachse an 2 dreilagigen (Caravan: 5) halbelliptischen Blattfedern                                                          | Starrachse an 2 dreilagigen (Caravan: 5) halbelliptischen Blattfedern                                                          | Starrachse an 2 dreilagigen (Caravan: 5) halbelliptischen Blattfedern                                                          |
| Bremsen                                        | hydraulisch betätigte Trommelbremsen, Ø 200 mm (Caravan hinten 230 mm)                                                         | hydraulisch betätigte Trommelbremsen, Ø 200 mm (Caravan hinten 230 mm)                                                         | hydraulisch betätigte Trommelbremsen, Ø 200 mm (Caravan hinten 230 mm)                                                         | hydraulisch betätigte Trommelbremsen, Ø 200 mm (Caravan hinten 230 mm)                                                         |
| Karosserie                                     | Stahlblech, selbsttragend | Stahlblech, selbsttragend | Stahlblech, selbsttragend | Stahlblech, selbsttragend |
| Spurweite vorn/hinten                          | 1200/1268 mm | 1200/1268 mm | 1200/1268 mm | 1200/1268 mm |
| Radstand                                       | 2487 mm | 2487 mm | 2487 mm | 2487 mm |
| Länge                                          | 4210–4245 mm (Caravan: 4230–4260 mm)                                                                                           | 4210–4245 mm (Caravan: 4230–4260 mm)                                                                                           | 4210–4245 mm (Caravan: 4230–4260 mm)                                                                                           | 4210–4245 mm (Caravan: 4230–4260 mm)                                                                                           |
| Leergewicht                                    | 890–1000 kg (Caravan: 1000 kg)                                                                                                 | 890–1000 kg (Caravan: 1000 kg)                                                                                                 | 890–1000 kg (Caravan: 1000 kg)                                                                                                 | 890–1000 kg (Caravan: 1000 kg)                                                                                                 |
| Höchstgeschwindigkeit                          | 115–118 km/h | 118–120 km/h | 122 km/h | 122 km/h |
| 0–100 km/h                                     | 30,4–31,7 s | 26,5–30,4 s | 25,9–26,5 s | 25,9 s (Sedan), 28,9 s (Caravan)                                                                                               |
| Verbrauch (Liter/100 Kilometer) (1)            | 11,4–11,5 N | 11,5 N | 11 N | 11 N |
| Tankvolumen                                    | 31 L | 31 L | 35 L | 35 L |
| Preis (ab DM)                                  | 6410 | 5850 | 5410 | 5510 |

## Varianten
Der Olympia Rekord war in mehreren Karosserievarianten erhältlich:
- **Limousine**: Zweitürig, ab April 1953.
- **Caravan**: Zweitüriger Kombi, ab Juli 1953, mit verstärkter Hinterachse und Traglast von bis zu 550 kg.
- **Schnelllieferwagen**: Nutzfahrzeugversion, ab August 1953, mit geschlossener Heckpartie und Traglast von 315–550 kg.
- **Cabriolimousine**: Mit faltbarem Stoffverdeck, ab Februar 1954 (erste Serie bis Juli 1954, zweite Serie Februar 1955 bis Juni 1956), oft in hellen Farben lackiert.

## Produktion und Nachfolger
Die Produktion des Olympia Rekord endete im Juli 1957 mit etwa 582.924 hergestellten Einheiten, davon 169.721 in der vierten Serie (1956–1957). Die jährlichen Produktionszahlen verteilen sich wie folgt: 144.485 (bis September 1954), 113.416 (1955), und 128.827 (1956–1957). Im Sommer 1957 folgte die „Olympia Rekord P“ (später „Rekord P1“) mit Motoroptionen von 1.488 cm³ (50 PS) oder 1.680 cm³ (55 PS), die in die Rekord-Geschichte integriert ist. Ab August 1957 übernahm der Opel Rekord P1 als direkter Nachfolger, wobei der Begriff „Olympia“ danach nicht mehr verwendet wurde.

## Quelle
- „Auto- und Motorrad-Welt“, DSV Deutscher Sportverlag Kurt Stoof, Köln, Heft 6/1953